# Eustațiu al II-lea de Boulogne
Eustațiu al II-lea, supranumit cel cu Mustăți (n.  ?, Ducatul Lorena, Regatul Franței – d. 1087), aparținând Casei de Flandra, a fost conte de Boulogne din 1049 până la sfârșitul vieții. A luptat de partea normanzilor în Bătălia de la Hastings, primind ca recompensă întinse domenii în Anglia.

## Biografie
Eustațiu a fost fiul contelui Eustațiu I de Boulogne. Prima sa soție a fost Goda, fiica regelui Angliei Ethelred al II-lea și soră a regelui Eduard Confesorul. Odată Goda decedată în jur de 1047, Eustațiu s-a recăsătorit în jurul anului 1049 cu Ida de Lorena, fiica ducelui Godefroi al III-lea de Lorena. Cu această soție Eustațiu a avut trei fii: Eustațiu (care l-a succedat în Comitatul Boulogne), Godefroy de Bouillon și Balduin.
În 1048 Eustațiu al II-lea s-a alăturat revoltei socrului său împotriva împăratului romano-german Henric al III-lea. Anul următor, Eustațiu a fost excomunicat de papa Leon al IX-lea pe motiv că, prin căsătorie, ar fi încălcat regula consanguinității. Se poate presupune că acest gest al papei să se fi făcut la inițiativa lui Henric al III-lea. În orice caz, răscoala împotriva acestuia a eșuat, astfel încât în 1049 Eustațiu și socrul său Godefroi s-au supus împăratului.
Eustațiu a efectuat o vizită în Anglia în 1051, unde a fost primit cu onoruri la curtea lui Eduard Confesorul (fostul său cumnat). O dispută cu locuitorii din orașul englez Dover în care Eustațiu și oamenii săi au fost implicați a condus la încordarea relațiilor lui Eduard cu contele Godwin de Wessex. Acesta din urmă, a cărui jurisdicție includea și pe locuitorii din Dover, a refuzat să îi pedepsească pe aceștia. Lipsa sa de respect față de autoritatea lui Eduard Confesorul a condus la expulzarea din Anglia a sa și a întregii sale familii. Godwin și familia sa vor reveni în 1052 cu o puternică armată, cuprinzând și trupe din Flandra (sora vitregă a contelui flamand se căsătorise cu Tostig, unul dintre fiii lui Godwin).
În 1052 Guillaume de Talou s-a răsculat împotriva nepotului său Guillaume de Normandia. Eustațiu s-ar fi implicat în această revoltă, dat fiind că după ce Guillaume de Talou s-a predat, el s-ar fi refugiat la curtea sa din  Boulonnais.
Anii următori au fost martorii consolidării poziției dușmanilor lui Eustațiu. Astfel, contele Balduin al V-lea de Flandra și-a întărit posesiunea asupra teritoriilor pe care le anexase în răsărit. În 1060 el a devenit tutore al nepotului său, regele Filip I al Franței. În schimb, fiul vitreg al lui Eustațiu, Gauthier de Mantes a eșuat în tentativa de a prelua comitatul de Maine, fiind capturat de către cei din Ducatul Normandiei și murind la puțină vreme după aceea în condiții misterioase.
Aceste evoluții au produs o modificare în preferințele politice ale lui Eustațiu, el devenind ulterior unul dintre importanții participanți la cucerirea normandă a Angliei din 1066. El a fost prezent la Bătălia de la Hastings, cu toate că informațiile oferite de surse diferă în ceea ce privește activitatea sa concretă cu acea ocazie. Ele sugerează că Eustațiu a fost de față, alături de William Cuceritorul, la incidentul de la Malfosse din momentul imediat ulterior bătăliei, când un saxon care l-a atacat direct pe William ar fi fost ucis de Eustațiu.
În continuare, Eustațiu a primit întinse teritorii, fapt ce sugerează implicarea sa în campania din Anglia, probabil prin punerea unor corăbii la dispoziția lui William Cuceritorul.
În anul următor, fiind probabil nemulțumit cu partea primită, el a sprijinit locuitorii din Kent în tentativa lor de a ocupa castelul din Dover. Conspirația a eșuat, iar Eustațiu a fost condamnat să își abandoneze feudele din Anglia. Ulterior, după reconcilierea cu William Cuceritorul, Eustațiu a recăpătat o parte dintre acestea.
Eustațiu a murit în jurul anului 1087 și a fost succedat de fiul său, Eustațiu al III-lea.
S-a mai sugerat că Eustațiu al II-lea ar fi fost patron al faimoaselor tapiserii de la Bayeux.